# 河阴之战
河阴之战，575年（北齐武平六年、北周建德四年）七月至九月，周武帝宇文邕率军在河阴（今河南省洛阳市孟津区东）与北齐进行的作战。
陈宣帝太建北伐，击败北齐，夺得江北、淮南之地。575年，周武帝采纳骠骑大将军韦孝宽之议，乘机东伐北齐。北齐于是增加防御。七月，周武帝统领大军十余万进攻北齐。命齐王宇文宪率军二万到达黎阳（今河南省浚县东北），隋公杨坚率水军三万从渭河入黄河，梁公侯莫陈芮率军二万将北齐并州、冀州、殷州、定州的联系切断，申公李穆率军三万守河阳道，切断洛阳与黄河之北的联系，常山公于于翼率军二万在陳州（今河南省周口市淮阳区）、汝州（今河南省汝南县）防备陈军，掩护主力。周武帝带领主力，柱国宇文纯、荥阳公司马消难、郑公达奚震为前三军总管，越王宇文盛、周昌公侯莫陈崇、赵王宇文招为后三军总管，分兵六路，六万人攻打河阴。
八月二十一日，周军入齐境，禁止军兵伐树、践踏庄稼，违者严惩。八月二十四日，周军在周武帝的带领下攻占河阴，宇文宪攻占武济（今孟津区），攻克洛口（今河南省巩义市东北）东、西二城，烧毁黄河上的浮桥。北齐傅伏增援至河阳，见到浮桥被毁，于是进入中潬城（今孟津区西南黄河中），周军攻克河阳南城，再围攻中潬城，达二十余日。北齐洛州刺史独孤永业守金墉城（今河南洛阳市东北），周军没有攻克。九月，北齐右丞相高阿那肱从晋阳（今山西省太原市）率军来救洛阳，抵达河阳（今河南省孟州市）。周军在金墉和中潬城下驻军，见北齐援军即将到达，周武帝又患病，于是放弃攻下的三十余城，班师回朝。